# Eva Marie Kogel
Eva Marie Kogel (* 1983) ist eine deutsche Journalistin und ehemalige Ressortleiterin der Zeitung Die Welt. 

## Ausbildung
Kogel studierte Arabisch, Latein und Altgriechisch an den Universitäten in Göttingen, Bologna, Berlin, Damaskus und Sana’a und promovierte 2009 in Islamwissenschaft an der Freien Universität Berlin mit der Dissertation Zwischen Gotteslob und religiöser Debatte: Eine formenkritische Untersuchung hymnischer Passagen im Koran.
Sie absolvierte 2014 ihre journalistische Ausbildung an der Axel-Springer-Journalistenschule.

## Berufliche Laufbahn
Kogel war nach ihrer Ausbildung zunächst Redakteurin im Ressort Außenpolitik der Welt und beschäftigte sich mit den politischen und sozialen Entwicklungen im Nahen Osten. Später leitete sie das Ressort Meinung. Nachdem die Welt am Sonntag Ende Dezember 2024 einen Meinungsbeitrag von Elon Musk publiziert hatte, in dem dieser seine Wahlempfehlung für die Alternative für Deutschland erläutert hatte, trat sie von dieser Position zurück. Der Meinungsbeitrag Musks löste öffentliche und mediale Kritik aus.